# 19911 Rigaux
19911 Rigaux este un asteroid din centura principală de asteroizi.

## Descriere
19911 Rigaux este un asteroid din centura principală de asteroizi. A fost descoperit pe 26 martie 1933 la Uccle de Fernand Rigaux. Asteroidul prezintă o orbită caracterizată de o semiaxă mare de 3,05 ua, o excentricitate de 0,29 și o înclinație de 14,8° în raport cu ecliptica.